# أليكس توريس
أليكس توريس (بالإنجليزية: Alex Torres) هو عازف قيثارة وموسيقي أمريكي، ولد في 15 سبتمبر 1987.

## وصلات خارجية
- أليكس توريس على موقع ميوزك برينز (الإنجليزية)
- أليكس توريس على موقع ديسكوغز (الإنجليزية)